# Haucana
Der Haucana ist ein Berggipfel in den bolivianischen Anden östlich des Titicacasees und im Norden des bolivianischen Regierungssitzes La Paz. Mit 6200 m ist der Haucana nur 227 Meter niedriger als der zwei Kilometer nördlich gelegene Ancohuma, welches der dritthöchste Berg Boliviens und zweithöchster der Cordillera Real ist. Haucana und Ancohuma sind durch einen Berggrat miteinander verbunden und gehören zum Bergmassiv des Illampú. Manchmal wird für das Bergmassiv auch der Name "Nevado de Sorata" verwendet, nach der Kleinstadt Sorata an den Westhängen des Illampú-Massivs.

## Geographie
Die Cordillera Real besteht aus Tiefengesteinen aus dem Paläozoikum, in die während des Mesozoikums bis in die Zeit des Tertiär weitere Plutonite eindrangen. Diese Plutonite wurden im Tertiär und Quartär durch Erosion freigelegt und bilden heute die Gipfel des Illampú-Massivs.
Der Haucana ist ebenso wie der Ancohuma ganzjährig mit Schnee bedeckt, die Schneegrenze liegt bei 5200 m.